# Centrum Park Chojnice
Centrum Park Chojnice – hala widowiskowo-sportowa, w której swoje mecze rozgrywa występujący w ekstraklasie futsalu klub Red Devils Chojnice. Można w niej rozgrywać mecze futsalu, piłki ręcznej, koszykówki i siatkówki. Hala ma wymiary 43 × 22 m i 7 m wysokości.  W hali odbywają się także koncerty i gale bokserskie. W przeszłości swoje mecze w tej hali rozgrywała inna chojnicka drużyna futsalu – Holiday Chojnice.

## Ważne mecze, które odbyły się w hali Centrum Park Chojnice
- finał Pucharu Polski: Holiday Chojnice 4:3 Jango Mysłowice (21 maja 2006)
- mecz towarzyski:  Polska 5:3  Białoruś (16 maja 2007)
- III mecz finałowy fazy play off ekstraklasy (2012/2013): Red Devils Chojnice 1:1 (k. 2:3) Wisła Krakbet Kraków (11 maja 2013)